# 361度

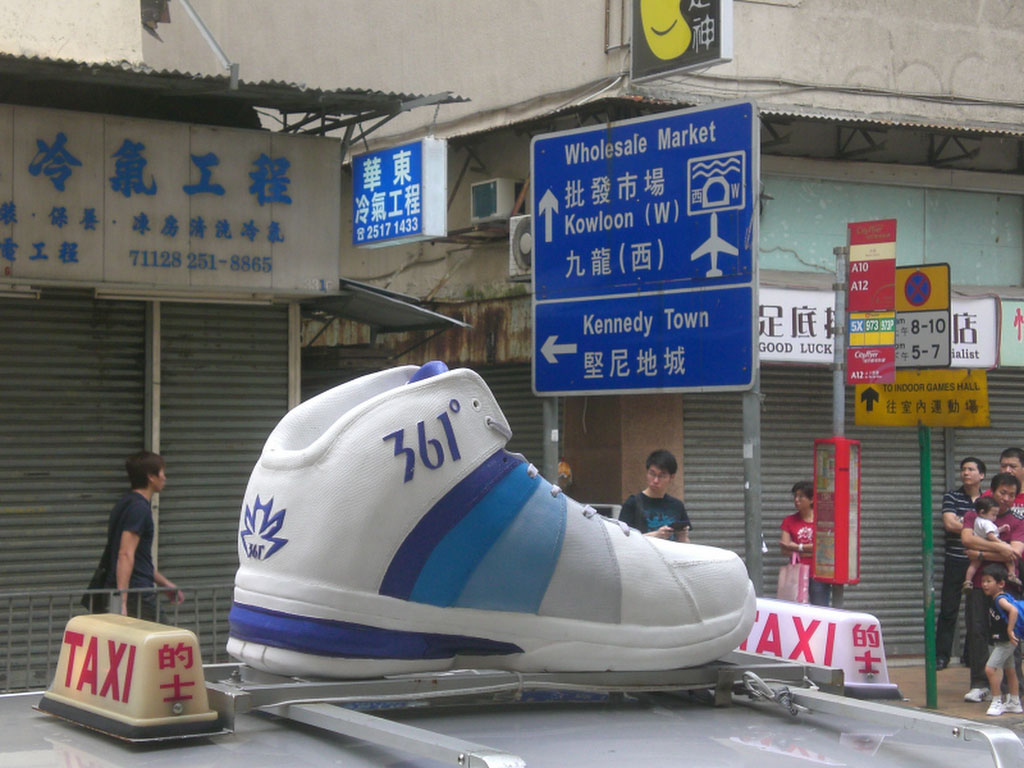
香港のタクシーに据えられた、361度の広告。

361度、361度国際（361どこくさい、中国語: 三六一度國際有限公司、英語: 361 Degrees International Limited：香港証券取引所SEHK: 1361）は、中華人民共和国福建省晋江市を拠点とするスポーツ用品メーカーで、そのブランド「361°（スリーシックスティワン）」は、近年の中国で急速に知名度を上げているスポーツ用品専門ブランドのひとつである。
スローガンは「中: 多一度热爱」。

## 歴史
361°の前身企業は、1994年に設立された別克（福建）鞋業有限公司であり、2003年に社名を三六一度（福建）有限公司と改め、更に、2005年に三六一度（中国）有限公司となって、雑誌『フォーブス』中国語版（『福布斯』）によって中国で最も成長が見込まれる企業100社のひとつに選ばれた。
2009年6月30日、361度國際有限公司は、香港証券取引所に上場し、傘下に三六一度（中国）有限公司、三六一度（福建）体育用品有限公司、三六一度（廈門）工貿有限公司を収める形となった。
2012年9月28日、三六一度實業有限公司を通し、5383.56万元を投じて湾仔の香港コンベンション・アンド・エキシビション・センターのオフィス棟（灣仔會展廣場辦公大樓）の16階9室、1平方フィート当たり2.21万元、床面積2436平方フィートを購入した。
2013年10月30日、361度とフィンランドのスポーツ用品メーカーワン・ウェイ・スポーツ (One Way Sport) と組み、共同経営するスポーツのブランド「中蘭體育品牌」を設立した。このブランドは、361度傘下の361度投資とワン・ウェイ・スポーツが、それぞれ株式の70%と30%を保有している。
361度は、2010年の広州アジア大会で公式スポンサーとなったのに引き続き、2014年の仁川アジア大会でも1500万ドル以上を拠出してプレステージパートナーとなり、運営スタッフやボランティアら2万人以上のユニフォームを供給するなどして注目された。361度が仁川アジア大会に提供したユニフォーム類は29万点に及んだともされている。また、2014年には南京ユースオリンピックの衣料スポンサーにもなっていた。
2014年の報道によれば、361度は中国国内に7800店以上の店舗を構えているとされ、特に中小都市に店舗配置の重点がおかれているという。
同年10月22日、361度は2016年の夏季オリンピック、リオ・デ・ジャネイロオリンピックとリオ・デ・ジャネイロパラリンピックの公式ユニフォームのサプライヤーとなることが発表された。